# Ben Caldwell
Pour les articles homonymes, voir Caldwell.
Ben Caldwell né en 1945 est un réalisateur indépendant africain-américain basé à Los Angeles. C'est une figure marquante du mouvement L.A. Rebellion. 

## Formation
Originaire du Nouveau-Mexique, Ben Caldwell est initié très jeune, aux arts visuels. Il aide son grand-père à projeter des films dans un petit théâtre du Nouveau-Mexique.    
Alors qu'il est inscrit à un cours d'animation de deux ans avec la compagnie Disney, Ben Caldwell est envoyé au Viêt Nam. Il décide d'acheter un appareil photo au Japon afin de pouvoir documenter les conditions auxquelles sont soumis les soldats pendant la guerre du Viêt Nam.  
Après avoir terminé son service dans l'armée, Ben Caldwell s'inscrit à des cours au Phoenix College en Arizona pour étudier la photographie et les médias. Il est encouragé par ses professeurs à poursuivre ses études et à étudier le cinéma. Il étudie le cinéma à l'UCLA, recevant son Master of Fine Arts en 1976. Il étudie le cinéma aux côtés de Charles Burnett, Julie Dash et Billy Woodberry. Ils font partie de ses jeunes artistes africain-américains qui proposent un cinéma radicalement différent et indépendant que l'on nomme L.A. Rebellion. Ben Caldwell réalise des films axés sur la culture noire à Los Angeles, en Californie.   

## Carrière
Son film Madea explore le développement de l'esprit d'un enfant pendant la gestation. Au cours de sa carrière, Ben Caldwell réalise d'autres courts métrages expérimentaux tels que I & I: An African Alllegory et Water Ritual # 1: An Urban Rite of Purification. Les films qu'il réalise abordent les questions sociales et politiques de la communauté noire. À une époque où la Blaxploitation dominait l'industrie du film à destination d'un public noir, Ben Caldwell et les cinéastes de L.A. Rebellion proposent un autre cinéma. Par exemple, Ben Caldwell travaille comme directeur de la photographie pour un court métrage intitulé Gidget Meets Hondo de Bernard Nicolas. Ce film pose la question: la brutalité policière serait-elle acceptable si la victime était une femme blanche de la classe moyenne? L'œuvre cinématographique de Ben Caldwell dénonce l'oppression de la communauté noire tout en préservant la culture noire. 
For Whose Entertainment, film coproduit par Artie Ivie, est une critique des comédiens noirs et de leur travail. Ben Caldwell pose la question de savoir qui sont les comédiens noirs qui tentent d'attirer et de divertir un  public noir ou un public blanc?  
Ben Caldwell enseigne plusieurs années à CalArts et est un membre important du CAP (Community Arts Partnership). De 1981 à 1984, il enseigne le cinéma et la vidéo à l'Université Howard de Washington. En 1984,  il retourne à Leimert Park, centre historique de la culture jazz de Los Angeles et crée un studio indépendant pour la production et l'expérimentation vidéo. Ce studio devient le KAOS Network, un centre d'arts communautaires destiné à la formation sur les arts numériques, les arts médiatiques et les multimédias,.          

## Filmographie
- 1973 : Medea
- 1979 : I & I: An African Allegory
- 1979 : Water Ritual 1: An Urban Rite of Purification
- 1980 : Gidget Meets Hondo
- 1982 : Festival of Mask
- 1995 : The Snake in My Bed
- 2006 : Eyewitness: Reflections of Malcolm X & O.A.A.U.
- 2006 : I Build the Tower
- 2007 : Leimert Park: Sankofa Project
- 2008 : La Buena Vida